# Draft NFL 1945
Il Draft NFL 1945 si è tenuto l'8 aprile 1945 all'Hotel Commodore di New York.

## Primo giro
|  | = Hall of Famer |

| Scelta | Squadra             | Giocatore                | Ruolo         | College      |
| ------ | ------------------- | ------------------------ | ------------- | ------------ |
| 1      | Chicago Cardinals   | Charley Trippi           | Halfback      | Georgia      |
| 2      | Pittsburgh Steelers | Paul Duhart              | Halfback      | Florida      |
| 3      | Brooklyn Tigers     | Joe Renfroe              | Back          | Tulane       |
| 4      | Boston Yanks        | Eddie Prokop             | Back          | Georgia Tech |
| 5      | Cleveland Rams      | Elroy "Crazylegs" Hirsch | Wide receiver | Michigan     |
| 6      | Detroit Lions       | Frank Szymanski          | Centro        | Notre Dame   |
| 7      | Chicago Bears       | Don Lund                 | Back          | Michigan     |
| 8      | Washington Redskins | Jim Hardy                | Quarterback   | USC          |
| 9      | Philadelphia Eagles | John Yonakor             | Defensive end | Notre Dame   |
| 10     | New York Giants     | Elmer Barbour            | Quarterback   | Wake Forest  |
| 11     | Green Bay Packers   | Walt Schlinkman          | Fullback      | Texas Tech   |

## Hall of Fame
All'annata 2013, cinque giocatori della classe del Draft 1945 sono stati inseriti nella Pro Football Hall of Fame:
- Charley Trippi, Halfback da Georgia scelto come primo assoluto dai Chicago Cardinals.

Induzione: Professional Football Hall of Fame, classe del 1968.
- Elroy "Crazylegs" Hirsch, Wide Receiver da Michigan scelto come quinto assoluto dai Cleveland Rams.

Induzione: Professional Football Hall of Fame, classe del 1968.
- Pete Pihos, Defensive End dalla Indiana University (Bloomington) scelto nel quinto giro (41º assoluto) dai Philadelphia Eagles.

Induzione: Professional Football Hall of Fame, classe del 1970.
- Tom Fears, End from the University of California, Los Angeles scelto nell'undicesimo giro (103º assoluto) Cleveland Rams.

Induzione: Professional Football Hall of Fame, classe del 1970.
- Arnie Weinmeister, Defensive Tackle da Washington scelto nel 17º giro (166º assoluto) dai Brooklyn Tigers.

Induzione: Professional Football Hall of Fame, classe del 1984.